# Wildbach- und Lawinenverbauung
Die Wildbach- und Lawinenverbauung (WLV, heute auch die.wildbach) ist die in Österreich zuständige Organisation für die Agenden der Wildbachverbauung und der Lawinenverbauung.

## Geschichte
Die Technologie der Katastrophenschutzverbauung im alpinen Raum hat eine lange Tradition, die auf mittelalterlichen und frühneuzeitlichen Wegebau, Bewässerungsleitungen, Wehre und Känale der Mühlen-Kleinindustrie, die Länden der Schifffahrt und Flößerei und die Klausen und Rechen der Holztrift zurückgeht, von den jeweiligen Betreibern, Verbünden und den Grundherren finanziert, aber immer nur auf örtliche Eingriffe beschränkt. Größere Regulierungsprojekte wurden schon unter Maria Theresia angedacht. Eine erste systematische Veröffentlichung zur Technologie stammt von Franz Zallinger zum Thurn an der Universität Innsbruck von 1779. Umfassendere staatliche Baumaßnahmen fanden dann beispielsweise in den 1820er Jahren an der Salzach im Oberpinzgau, und in den 1830er Jahren am Donaukanal in Wien statt. Ab den 1850ern begann organisierte Verbauungstätigkeit auch in den Oberläufen der Wildbäche, und Maßnahmen zur Bodenbefestigung, noch von Einwohnern der betroffenen Täler selbst finanziert (Grundentlastung und Eigenverantwortlichkeit der Ortsgemeinden). Seit 1879 hält die – 1872 gegründete – Hochschule für Bodenkultur Vorlesungen über Wildbach- und Lawinenverbauung.
Nach der verheerenden Hochwasserkatastrophe 1882 wurde beschlossen, eine eigene Behörde für den Hochwasserschutz zu installieren. 30. Juni 1884 trat das Gesetz betreffend Vorkehrungen zur unschädlichen Ableitung von Gebirgswässern in Kraft, und es wurde ein Forsttechnischer Dienst für Wildbach- und Lawinenverbauung und die Forsttechnische Abteilung für Wildbachverbauung durch einen Akt des Ackerbauministeriums eingerichtet.
Das Amt gliederte sich in eine Südsektion in Villach, und eine Nordsektion in Teschen (heute Cieszyn CZ), in anderen Regionen der Monarchie folgten bis 1904 weitere Sektionen. Es wurde eine erste systematische hydrographische Aufnahme der Wildbäche und Einzugsgebiete begonnen. Verbauungsmaßnahmen wurden mit freiwilligen Arbeitern ebenso wie mit Strafgefangenen durchgeführt.
Nach dem Ersten Weltkrieg musste die Abteilung neu strukturiert werden, durch den Verlust vieler Fachkräfte und die Not der Nachkriegsjahre fand kaum Verbauung statt. Nach dem Anschluss Österreichs an das Deutsche Reich stand wieder mehr Budget, und auch Zwangsarbeitskräfte zur Verfügung, die Verbauungsmaßnahmen wurden aber schnell auf kriegswichtige Anlagen eingeschränkt und kamen bald wieder ganz zum Erliegen.
Nach dem Zweiten Weltkrieg wurde die Abteilung am Staatsamt für Land- und Forstwirtschaft von Oswald Wagner neu aufgebaut.
1975 trat das Forstgesetz in Kraft, mit dem auch die Wildbach- und Lawinenverbauung ausdrücklich gesetzlich verankert wurde, dem Forstwesen eingegliedert und in ihrem Bezug zum Wasserbau (Bundeswasserbauverwaltung/Abteilung VII5 – Schutzwasserwirtschaft, Ämter/Abteilungen für Wasserbau der Länder) definiert. Organisatorisch gliederte sich das Amt nun in Sektionen und 37 Gebietsbauleitungen – die 1979 auf 30 reduziert wurden. Auch die Aufgaben des Forsttechnischen Dienstes für Wildbach- und Lawinenverbauung wurden neu geregelt und umfassten nun auch die Erstellung und Ausarbeitung von Gefahrenzonenplänen und behördliche Sachverständigentätigkeit.

1980 wurde zusätzlich eine Geologische Stelle gegründet. 1984 wurde die WLV als dritte Abteilung im Bundesministerium für Land- und Forstwirtschaft eingerichtet. 2000 (nach der Lawinenkatastrophe von Galtür) wurde die Stabsstelle Schnee und Lawine in Schwaz in Tirol eingerichtet.
Heute ist das Amt eine wirtschaftlich kalkulierende Bauleitungsbehörde ebenso wie ein Kompetenzzentrum für alpine Naturgefahren in Beratung und Forschung.

## Organisation
Österreichweit gliedert sich die.wildbach heute in 7 Sektionen, 21 Gebietsbauleitungen, 3 technische Stabsstellen und die zentrale Lohnverrechnung.

### Dienststelle am Bundesministerium für Landwirtschaft, Regionen und Tourismus
Die Wildbach- und Lawinenverbauung Österreich wird seit Februar 2017 durch Florian Rudolf-Miklau geleitet. Die Zentralstelle im BMLRT übernimmt die Leitung und strategische Steuerung der gesamten Wildbach- und Lawinenverbauung. Zu den Agenden gehören:
- Aufnahme, Gefahrenzonenplanung (gemäß § 8 und 11 ForstG 1975): Wildbach- und Lawinenkataster, Protection Score Card
- Bodenschutz, Klimawandelanpassung im Bereich Schutz vor Naturgefahren
- Naturraum-Analyse und Geoinformationswesen NIAS-Forst
- Beschaffungs- und Vergabewesen
- Vergaberecht, Technische Richtlinien und Durchführungsbestimmungen
- Überprüfung, Finanzierung und Genehmigung von Projekten und Bauprogrammen, Kollaudierungen, Berichtswesen und Controlling, Prüfberichte und Qualitätssicherung
- Krisen- und Katastrophenschutzmanagement, Schadensfälle
- Flächenwirtschaftliche Gemeinschaftsprojekte, nationale und internationale Förderungsinstrumente
- Gutachtertätigkeit, Sachverständigentätigkeit
- Aus- und Weiterbildung
- Öffentlichkeitsarbeit

### Sektionen und Gebietsbauleitung
Aufgabe der Sektionsleitungen sind etwa regionale Koordinierung und Überwachung aller Leistungen der Gebietsbauleitungen, Überprüfungs-, Kontroll- und Genehmigungsleistungen im Auftrag des Landwirtschaftsministeriums, lokale Umsetzung der strategischen Entwicklung und Vertretung in den Bundesländern nach außen, lokale Öffentlichkeitsarbeit. Die Gebietsbauleitungen stellen alle Kernleistungen bürgernah zur Verfügung.
Die Sektionen sind:
1. Sektion Wien, Niederösterreich und Burgenland: Sitz Wien; Zuständigkeit für die Länder Wien, Niederösterreich und Burgenland
  1. Gebietsbauleitung 1.1 – Niederösterreich West mit Sitz in Melk und Zuständigkeit für die Bezirke: Amstetten, Gmünd, Horn, Krems, Melk, Sankt Pölten, Waidhofen an der Thaya, Zwettl, und Scheibbs. Städte: Krems an der Donau, Sankt Pölten und Waidhofen an der Ybbs.
  2. Gebietsbauleitung 1.2 – Wien, Burgenland und Niederösterreich Ost mit Sitz in Wiener Neustadt und Zuständigkeit für die Länder: Wien und Burgenland. Bezirke: Baden, Bruck an der Leitha, Gänserndorf, Hollabrunn, Korneuburg, Lilienfeld, Mistelbach, Mödling, Neunkirchen, Schwechat, Tulln, Wien-Umgebung und Wiener Neustadt. Stadt: Wiener Neustadt.
2. Sektion Oberösterreich: Sitz Linz
  1. Gebietsbauleitung 2.1 – Oberösterreich Nord mit Sitz in Linz und Zuständigkeit für die Stadt Linz und die Bezirke Eferding, Freistadt, Grieskirchen, Linz-Land, Perg, Rohrbach, Schärding und Urfahr-Umgebung.
  2. Gebietsbauleitung 2.2 – Oberösterreich West mit Sitz in Bad Ischl und Zuständigkeit für die Bezirke Braunau am Inn, Gmunden, Ried im Innkreis und Vöcklabruck.
  3. Gebietsbauleitung 2.4 – Oberösterreich Ost mit Sitz in Kirchdorf an der Krems und Zuständigkeit für die Bezirke Kirchdorf, Wels-Land und Steyr-Land sowie die Städte Steyr und Wels.
3. Sektion Salzburg: Sitz in Salzburg[7]
  1. Gebietsbauleitung 3.1 - Pinzgau mit Sitz in Zell am See und Zuständigkeit für die Bezirke Zell am See, Salzburg (Stadt), Salzburg-Umgebung (Flachgau) und Hallein (Tennengau)Verbauungsprojekt Warme Mandling, Wildbach und Lawinenverbauung Pongau, nördlich Filzmoos

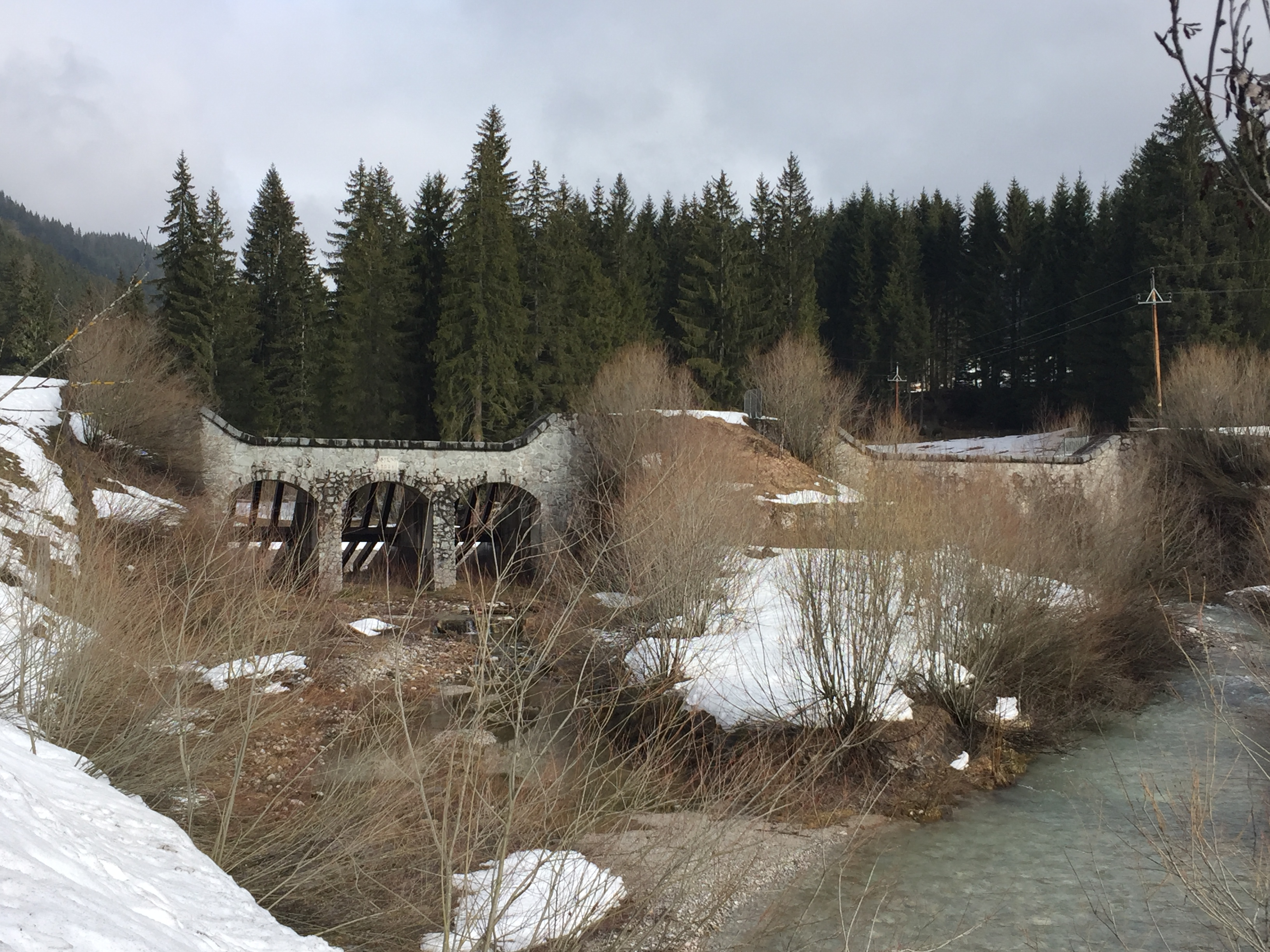
Verbauungsprojekt Warme Mandling, Wildbach und Lawinenverbauung Pongau, nördlich Filzmoos

  2. Gebietsbauleitung 3.2 – Pongau, Flach- und Tennengau mit Sitz in Salzburg und Zuständigkeit für die Stadt Salzburg sowie die Bezirke Hallein, Salzburg-Umgebung, Sankt Johann im Pongau mit Ausnahme der Gemeinden Altenmarkt im Pongau, Eben im Pongau, Filzmoos, Flachau, Forstau, Radstadt und Untertauern.
  3. Gebietsbauleitung 3.3 – Lungau mit Sitz in Tamsweg und Zuständigkeit für den Bezirk Tamsweg und die Gemeinden Altenmarkt im Pongau, Eben im Pongau, Filzmoos, Flachau, Forstau, Radstadt und Untertauern.
4. Sektion Steiermark: Sitz Graz
  1. Gebietsbauleitung Ennstal und Salzatal: Liezen; Bezirk Liezen
  2. Gebietsbauleitung Oberes Murtal: Scheifling; Bezirke Murau, Murtal
  3. Gebietsbauleitung Mittleres Murtal und Mürztal: Bruck an der Mur; Bezirke Leoben, Bruck-Mürzzuschlag
  4. Gebietsbauleitung Ost- und Weststeiermark: Graz; restliche Bezirke
5. Sektion Kärnten: Sitz Villach
  1. Gebietsbauleitung Mittel- und Unterkärnten: Villach; Bezirke Klagenfurt Land, Klagenfurt Stadt, St. Veit/Glan, Völkermarkt, Wolfsberg
  2. Gebietsbauleitung Gailtal und Mittleres Drautal: Villach; Bezirke Hermagor, Villach Land und Villach Stadt
  3. Gebietsbauleitung Liesertal und Ossiacher Seebecken: Villach; Bezirke Feldkirchen, Teile von Spittal/Drau und Villach Land
  4. Gebietsbauleitung Oberes Drautal und Mölltal: Villach; Teile von Spittal/Drau
6. Sektion Tirol: Sitz Innsbruck
  1. Gebietsbauleitung Außerfern: Lechaschau; Bezirk Reutte (Außerfern)
  2. Gebietsbauleitung Oberes Inntal: Imst; Bezirke Imst und Landeck
  3. Gebietsbauleitung Mittleres Inntal: Innsbruck; Innsbruck-Stadt und Innsbruck-Land
  4. Gebietsbauleitung Westliches Unterinntal: Schwaz; Bezirk Schwaz
  5. Gebietsbauleitung Östliches Unterinntal: Wörgl; Bezirke Kufstein und Kitzbühel
  6. Gebietsbauleitung Osttirol: Lienz; Bezirk Lienz (Osttirol)
7. Sektion Vorarlberg: Sitz Bregenz
  1. Gebietsbauleitung Bregenz: Bregenz; Bezirke Bregenz, Dornbirn und Feldkirch
  2. Gebietsbauleitung Bludenz: Bludenz: Bezirk Bludenz

### Stabsstellen
Die Stabsstellen unterstehen direkt dem Ministerium:
- Stabsstelle Geoinformation (SGI): Wien – Informations- und Kommunikationstechnik (ITK), Geoinformationstechnik und Geodatenmanagement, Naturraum-Informationssysteme
- Stabsstelle Geologie: Wien – Expertisen in Geotechnik, Beurteilung von Hangprozessen (Steinschlag, Felssturz, Rutschungen und Großhangbewegungen) sowie Hydrologie, Evaluierung von Technologien der Verbauung
- Stabsstelle Schnee und Lawinen (SSL): Schwaz/Tirol – allen schnee- und lawinenrelevanten Fragen

## Projekte
- Wildbach- und Lawinenkataster (WLK), das Gesamtverzeichnis aller Lawinenstriche und -einzugsgebiete und alle Wildgewässer Österreichs einschließlich der Schutzbauwerke, das zentrale Geschäftsfeld der WLV gibt es seit der Gründung 1884
- Gefahrenzonenplan der Wildbach- und Lawinenverbauung, eine Erfassung der für Hangrutschungen, Vermurungen, und ähnlicher hydrologisch-geodynamischer wie auch lawinenrelevanten Zonen, insbesondere seit 1975 auf Basis des Fostgesetzes erstellt
- Protection Score Card (PSC), die strategische Entwicklung der Wildbach- und Lawinenverbauung
- Forstliches Naturraum-Informations- und Analysesystem (NIAS-Forst), das zentrale Geoinformationssystem für den Wald, seit den 1990ern (an dieser Abteilung)[8]
- Waldentwicklungsplan (WEP), forstliche Rahmenplanung sämtlicher Waldflächen (Nutz-, Schutz-, Wohlfahrts-, Erholungsfunktion) dar (Referat BMLFUW/IV4a Raumplanung)
- Wasserinformationssystem Austria (WISA), das zentrale Informationssystem zu Wasserthemen (Abteilung BMLFUW/VII2)
- eHYD, Messnetz der Wasserstandsmessungen der Zugang zu hydrographische Daten Österreichs im Internet (Abteilung BMLFUW/VII3)
- Hochwasserrisikozonierung Austria (HORA), eine vollständige Modellierung der Hochwasserrisiken in Zusammenarbeit mit Wettermodellen, wurde ab 2005 erstellt[9] – heute als eHORA einschließlich weiterer Naturgefahren wie Schneefall, Sturm, Erdbeben, Gewitter und Hagel, als Portal der Naturgefahrenrisiken (Abteilung BMLFUW/VII5)[10]

Alle diese Projekte sind heute als Web-GIS neben den Spezialapplikationen meist auch für Bürger zugänglich (Webportal Geoland und GIS der Länder)
Forschungsprojekte:
- ETAlp, Pilotstudie zur gesamtheitlichen Erfassung und Bewertung von Erosions- und Transportvorgängen in Wildbacheinzugsgebieten (Stabsstelle Geologie)
- Naturraumpotentiale Alpiner Berggebiete (NAB): System zur Erkennung und zum vorbeugenden Schutz von Hochwasser, Muren, Rutschungen und Lawinen, seit 2006 (Stabsstelle Geologie, mit der ÖROK)
- SAMOS/SamosAT[11] und ELBA+[12] – führende Lawinensimulationsprogramme; seit Herbst 2005 mit Simulations-Datenbank

Bildung:
- Projekt Biber Berti „Leben mit Naturgefahren“, ein pädagogisches Konzept der Bewusstseinsbildung besonders für die 3. und 4. Volksschulstufe

Enge Zusammenarbeit besteht mit den anderen Abteilungen des Landwirtschaftsministeriums, den anderen geowissenschaftlichen Diensten (ZAMG, BEV, BFW, UBA), der Berufsvertretung Verein der Diplomingenieure der Wildbach- und Lawinenverbauung Österreichs (WLV), den einschlägigen geowissenschaftlichen Forschungsstätten (wie BOKU, Leoben, BFW Innsbruck, Joanneum Research, HBLFA Raumberg-Gumpenstein, uvam.) und anderen Institutionen.

## Übersicht: Arbeitsbereiche der WLV
Insgesamt werden in Österreich um die 12.300 Wildbacheinzugsgebiete und 6.000 Lawineneinzugsgebiete betreut. Damit fallen 67 Prozent der Staatsfläche von Österreich – in Vorarlberg, Tirol, Salzburg und Kärnten sogar 80 Prozent – in den Betreuungsbereich der Wildbach- und Lawinenverbauung. In etwa 80 Prozent der betreuten Gebiete sind Siedlungen und Infrastruktur durch Wildbäche und Lawinen bedroht.
| BH, Gem. … Bezirkshauptmannschaften, Gemeinden Fl. … Fläche des betreuten Gebiets EW … Bevölkerung im Betreuungsgebiet | Gem./Fl. betr. … Gemeinden/Fläche mit Wildbach- bzw. Lawineneinzugsgebiet EZB … Einzugsgebiete (Anzahl) Risiko-Geb. … Risikogebiete für Steinschlag oder Rutschungen BL … Gebietsbauleitungen |

| Sektion      | BH | Gem. | Fl. in km² | EW        | Gem. betr. | Fl. betr. in km² | EZB Wildbach | EZB Lawinen | % Fl. betr. | % Risiko-Geb. | BL |
| ------------ | -- | ---- | ---------- | --------- | ---------- | ---------------- | ------------ | ----------- | ----------- | ------------- | -- |
| Wien/Nö/Bgld | 34 | 745  | 23.558     | 3.400.000 | 418        | 9.500            | 2.356        | 24          | 40          | 3,5           | 3  |
| Oö.          | 18 | 445  | 11.981     | 1.400.000 | −          | 5.630            | 1.239        | 258         | 47          | 8,2           | 4  |
| Sbg.         | 21 | 542  | 7.154      | 524.400   | −          | 5.010            | 1.299        | 561         | 70          | 3 0           | 4  |
| Stmk.        | 18 | 542  | 16.392     | 1.200.000 | −          | 11.470           | 3.039        | 1.167       | 70          | 4 0           | 4  |
| Ktn.         | 12 | 279  | 9.544      | 673.500   | −          | 6.580            | 1.239        | 295         | 69          | − ∗           | 4  |
| Tirol        | 9  | 279  | 12.648     | 673.500   | −          | 2.210            | 1.878        | 2.189       | 91          | 20 0          | 6  |
| Vlbg.        | 4  | 96   | 2.601      | 362.500   | −          | 5.630            | 1.369        | 1.481       | 85          | 30 0          | 2  |

Quelle: Lebensministerium/Forstnet, Stand: 4/2012
Zahlen sind ungefähre Angaben
∗ noch nicht erhoben